# Силва, Аугусту Сантуш
Аугусту Сантуш Силва (порт. Augusto Santos Silva; род. 20 августа 1956, Порту) — португальский государственный и политический деятель, Председатель Ассамблеи Республики (парламента) Португалии. По образованияю социолог, преподаватель университета.

## Биография
Окончил исторический факультет Университета Порту в 1978 году; докторскую диссертацию по социологии защитил в ISCTE — Лиссабонском университетском институте в 1992 году. Работал учителем средней школы, пока в 1981 году не был принят в качестве ассистента на экономический факультет Университета Порту, профессором которого в настоящее время является; также был проректором этого университета в 1998—1999 годах.
Стал заниматься политической деятельностью на фоне событий Революции гвоздик, когда учился в университете. Был тогда членом комитета Революционного союза рабочих Порту — троцкистской группы, связанной с Интернационалистической коммунистической лигой (секцией Воссоединённого Четвёртого интернационала), где ведущим активистом выступал будущий лидер Левого блока Франсишку Лоусан.
На президентских выборах 1976 года поддержал кандидатуру Отелу Сарайву де Карвалью, а на президентских выборах 1980 года — Антониу Рамалью Эаниша. Затем присоединился к Движению левых социалистов, присоединившись к таким политикам, как Алберту Мартиш, Арнальду Флеминг и Хорхе Рибейро Стрехт. На президентских выборах 1986 года поддерживал Марию ди Лурдиш Пинтасилгу в первом туре, а во втором — Мариу Суареша.
Помимо академической и политической деятельности, он был членом Национального совета по образованию (1996—1999) и Комитета Белой книги по социальному обеспечению (1996—1998); представлял Португалию в Проекте Совета Европы по воспитанию демократической гражданственности (1997—1999 годы).
С начала 2015 по 2022 гг. занимал пост министра иностранных дел в правительстве премьер-министра Антониу Кошты. При заключении внутренних и международных сделок Аугусту Сантуш Силва и Антониу Кошта рассматриваются как проницательные переговорщики, которые за время своего пребывания у власти наладили тесные связи с правительствами других стран Южной Европы.
В ходе дипломатического скандала из-за тюремного заключения менеджеров португальских супермаркетов по обвинению в завышении цен на продукты питания в Венесуэле, он вызвал посла Венесуэлы в Лиссабон в сентябре 2018 года и потребовал скорейшего решения проблемы.
В 2020 году Аугусту Сантуш Силва категорически отверг присоединение к так называемой группе Формат 16+1 стран Восточной и Юго-Восточной Европы, которые сотрудничают в рамках китайской инициативы «Один пояс и один путь», заявив, что это «не геополитическое пространство Португалии».
С начала 2022 г. – Председатель Ассамблеи Республики (парламента) Португалии.

## Награды
- Кавалер Большого креста Ордена «За заслуги перед Итальянской Республикой» (1 апреля 2002 года)[7]
- Кавалер Большого креста Ордена Карлоса III (25 ноября 2016 года)[8]
- Кавалер Большого креста Ордена Почёта Греции (21 апреля 2017 года)[8]
- Кавалер Большого креста Ордена Изабеллы Католической (14 апреля 2018 года)[9]

## Примечание
1. ↑  Carvalho, Manuel (12 июня 2015). O "príncipe" que nenhum líder do PS ousou dispensar. Publico (порт.). Архивировано 7 апреля 2016. Дата обращения: 15 апреля 2021.
2. ↑  Meireles, Luisa (24 ноября 2015). Ministro dos Negócios Estrangeiros: Santos Silva, um homem polivalente. Expresso (порт.). Архивировано 27 августа 2016. Дата обращения: 15 апреля 2021.
3. ↑  Borga, Marcos (11 ноября 2015). PS, Bloco e PCP. A "geringonça" anda ou não anda?. Expresso (порт.). Архивировано 11 марта 2016. Дата обращения: 15 апреля 2021.
4. ↑  Charlie Cooper (March 29, 2017), What the EU27 wants from Brexit Архивная копия от 15 апреля 2021 на Wayback Machine Politico Europe
5. ↑  Andrei Khalip (September 25, 2018), Portugal warns Venezuela ties may suffer over jailed supermarket managers (недоступная ссылка) Reuters
6. ↑  Peter Wise (January 20, 2020), Lisbon rebuffs claims Portugal is China’s ‘special friend’ in EU Архивная копия от 15 апреля 2021 на Wayback Machine Financial Times.
7. ↑  CIDADÃOS NACIONAIS AGRACIADOS COM ORDENS ESTRANGEIRAS (порт.). Ordens Honorificas Portuguesas. Дата обращения: 25 июня 2016. Архивировано 20 июня 2019 года.
8. 1 2  Cidadãos Nacionais Agraciados com Ordens Estrangeiras. Página Oficial das Ordens Honoríficas Portuguesas. Дата обращения: 31 июля 2017. Архивировано 27 марта 2019 года.
9. ↑  Real Decreto 225/2018, de 13 de abri. Spanish Official Journal. Дата обращения: 16 апреля 2018. Архивировано 15 апреля 2021 года.